# Бахрейн на летних Олимпийских играх 2012
Бахрейн принимал участие в летних Олимпийских играх 2012 года, которые проходили в Лондоне (Великобритания) с 27 июля по 12 августа, где его представляли 12 спортсменов в трёх видах спорта. На церемонии открытия Олимпийских игр флаг Бахрейна несла стрелок Азза Аль Касми.
Летние Олимпийские игры 2012 для Бахрейна стали самыми успешными летними играми — впервые была завоёвана олимпийская медаль. Бронзовую медали завоевала бегунья Мариам Юсуф Джамал, занявшая третье место в финале 1500-метровой дистанции. Однако после перепроверки допинг-проб с Игр 2012 года две турецкие бегуньи, занявшие первое и второе место были дисквалифицированы и золотая медаль перешла к Мариам Джамал. В неофициальном медальном зачёте Бахрейн благодаря перераспределению медалей поднялся с 79-го на 51-е место.

## Медали
| Золото |                    |                                               |            |
| №      | Спортсмены         | Вид спорта (дисциплина)                       | Дата       |
| 1      | Мариам Юсуф Джамал | Лёгкая атлетика (женщины, бег на 1500 метров) | 10 августа |

## Состав и результаты

### Лёгкая атлетика
Мариам Юсуф Джамал стала первым в истории Бахрейна олимпийским призёром, опередив в борьбе за третье место в финальном забеге всего 0,16 секунды у россиянки Татьяны Томашовой. В финальном забеге на 10 000 метров Шитае Эшете установила национальный рекорд, однако этот результат позволил ей занять лишь шестое место.

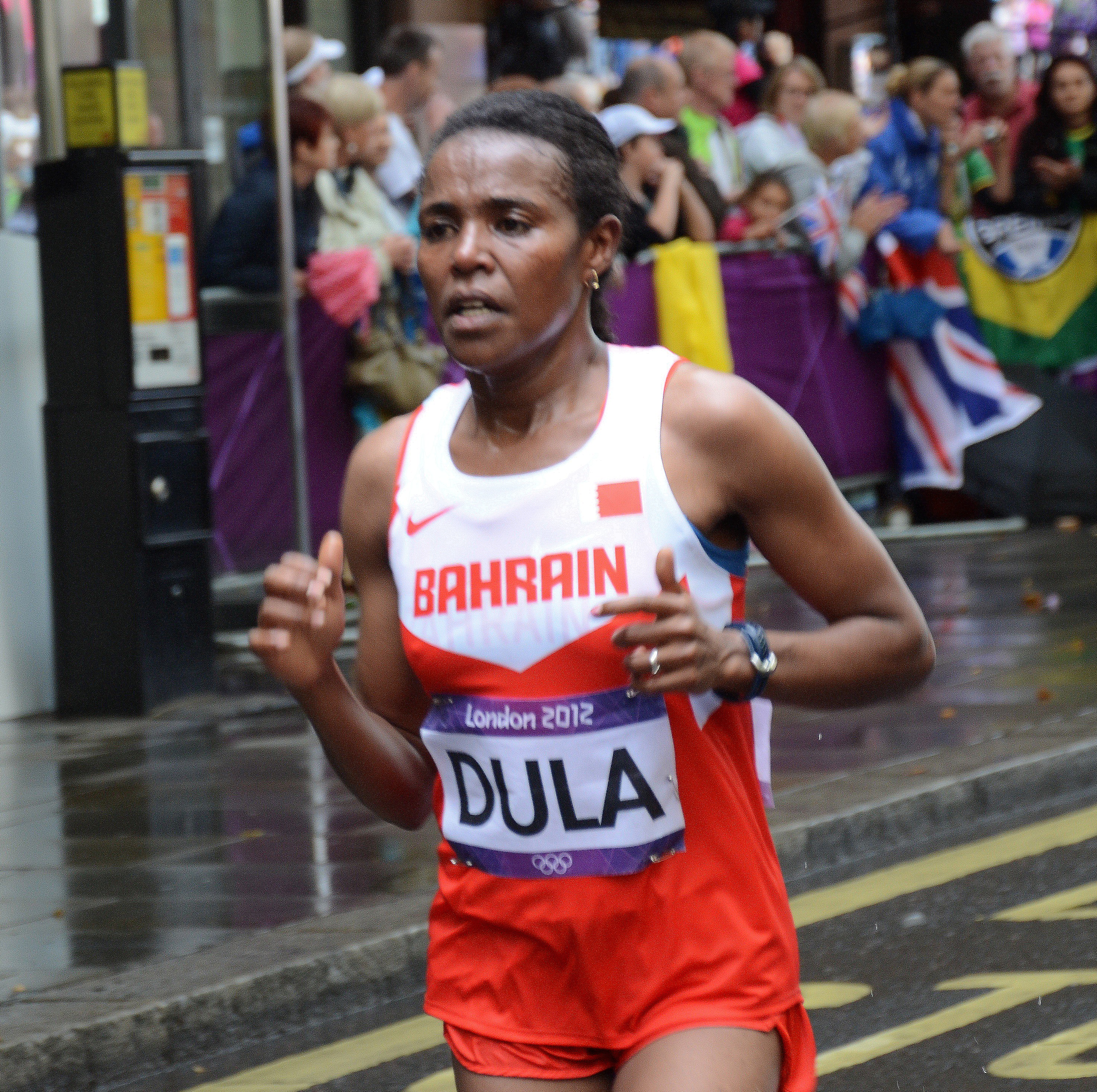
Лишан Дула на дистанции марафона

Мужчины
Беговые виды
| Соревнование  | Спортсмены       | Отборочный раунд | Отборочный раунд | Отборочный раунд | Полуфинал     | Полуфинал     | Полуфинал     | Финал                | Финал                |                      |
| Соревнование  | Спортсмены       | Забег            | Результат        | Место            | Забег         | Результат     | Место         | Результат            | Место                |                      |
| ------------- | ---------------- | ---------------- | ---------------- | ---------------- | ------------- | ------------- | ------------- | -------------------- | -------------------- | -------------------- |
| 1500 метров   | Белал Али        | 1                | 3:38,69          | 10 LL            | 2             | 3:35,40       | 7 LL          | 3:37,98              | 10                   |                      |
| 5000 метров   | Билисума Шуги    | 1                | 13:31,84         | 10               | Не проводится | Не проводится | Не проводится | Завершил выступление | Завершил выступление | Завершил выступление |
| 10 000 метров | Али Хасан Махбуб | Не проводится    | Не проводится    | Не проводится    | Не проводится | Не проводится | Не проводится | DNF                  | DNF                  |                      |

Женщины
Беговые виды
| Соревнование  | Спортсмены         | Отборочный раунд | Отборочный раунд | Отборочный раунд | Полуфинал             | Полуфинал             | Полуфинал             | Финал                 | Финал                 |
| Соревнование  | Спортсмены         | Забег            | Результат        | Место            | Забег                 | Результат             | Место                 | Результат             | Место                 |
| ------------- | ------------------ | ---------------- | ---------------- | ---------------- | --------------------- | --------------------- | --------------------- | --------------------- | --------------------- |
| 800 метров    | Гензеб Шуми        | 3                | 2:07,77          | 3 Q              | 3                     | 2:01,76               | 6                     | Завершила выступление | Завершила выступление |
| 1500 метров   | Мариам Юсуф Джамал | 1                | 4:05,39          | 3 Q              | 2                     | 4:02,18               | 4 Q                   | 4:10,74               | 1                     |
| 1500 метров   | Мими Белете        | 3                | 4:07,01          | 5 Q              | 1                     | 4:05,91               | 8                     | Завершила выступление | Завершила выступление |
| 1500 метров   | Гензеб Шуми        | 2                | 4:14,02          | 8                | Завершила выступление | Завершила выступление | Завершила выступление | Завершила выступление | Завершила выступление |
| 5000 метров   | Шитае Эшете        | 2                | 15:05,48         | 8 LL             | Не проводится         | Не проводится         | Не проводится         | 15:19,13              | 10                    |
| 5000 метров   | Теджиту Даба       | 1                | 15:05,59         | 6 LL             | Не проводится         | Не проводится         | Не проводится         | 15:21,34              | 12                    |
| 10 000 метров | Шитайе Эшете       | Не проводится    | Не проводится    | Не проводится    | Не проводится         | Не проводится         | Не проводится         | 30:47,25              | 6                     |

Шоссейные виды
| Соревнование | Спортсмены | Результат | Место |
| ------------ | ---------- | --------- | ----- |
| Марафон      | Лишан Дула | 2:36:20   | 62    |

### Плавание
Халид Алибаба занял последнее место среди всех участников соревнований, отстав от ставшего предпоследним иракца Мохаммеда аль-Аззави более чем на три секунды, а от лидера Чада ле Кло на 13,5 секунды.
Мужчины
| Соревнование           | Спортсмены    | Отборочный раунд | Отборочный раунд | Полуфинал            | Полуфинал            | Финал                | Финал                |
| Соревнование           | Спортсмены    | Результат        | Место            | Результат            | Место                | Результат            | Место                |
| ---------------------- | ------------- | ---------------- | ---------------- | -------------------- | -------------------- | -------------------- | -------------------- |
| 100 метров баттерфляем | Халид Алибаба | 1:04,05          | 43               | Завершил выступление | Завершил выступление | Завершил выступление | Завершил выступление |

Женщины
| Соревнование             | Спортсмены     | Отборочный раунд | Отборочный раунд | Полуфинал             | Полуфинал             | Финал                 | Финал                 |
| Соревнование             | Спортсмены     | Результат        | Место            | Результат             | Место                 | Результат             | Место                 |
| ------------------------ | -------------- | ---------------- | ---------------- | --------------------- | --------------------- | --------------------- | --------------------- |
| 50 метров вольным стилем | Сара Аль-Флаиж | 33,81            | 68               | Завершила выступление | Завершила выступление | Завершила выступление | Завершила выступление |

### Стрельба
Женщины
| Соревнование                       | Спортсмены     | Квалификация | Квалификация | Финал                 | Финал                 |
| Соревнование                       | Спортсмены     | Очки         | Место        | Очки                  | Место                 |
| ---------------------------------- | -------------- | ------------ | ------------ | --------------------- | --------------------- |
| Винтовка с трёх позиций, 50 метров | Азза Аль Касми | 576          | 33           | Завершила выступление | Завершила выступление |